# 体細胞超変異
体細胞超変異（たいさいぼうちょうへんい、英: Somatic hypermutation, SHM）もしくは体細胞超突然変異（たいさいぼうちょうとつぜんへんい）とは、適応免疫系が微生物などの新しい外来要素に適応する手段の1つで、クラススイッチの際などに見られる細胞メカニズムである。親和性成熟の中でも重要な一部であり、外来要素（抗原）を認識するために使用されるB細胞受容体を多様化し、免疫系が生物個体の一生を通じて新しい脅威へ適応可能とする。免疫グロブリン遺伝子の可変領域に影響を与えるプログラム済み突然変異を伴う。生殖細胞系列変異とは異なり、SHMは生物の個々の免疫細胞にのみ影響を及ぼし、子孫に遺伝することはない。B細胞リンパ腫その他の多くの悪性腫瘍の発症のメカニズムに誤標的化体細胞超変異が関わっている可能性が高い。

## 標的化
B細胞は抗原を認識すると分裂および増殖を始める。この増殖の間に、B細胞受容体の遺伝子座は通常の頻度と比べて105倍から106倍の極めて高い頻度の突然変異を起こす。変異は主に単一塩基置換の形であり、挿入と削除は一般的にはあまり起こらない。これらの変異は、DNA上の「ホットスポット」と呼ばれる箇所で重に発生するが、これらは超可変領域に集中する。この領域は、免疫グロブリンの抗原認識に関与する部位である相補性決定領域に対応する。体細胞超変異の「ホットスポット」は、変異している塩基によって異なり、Gの場合はRGYW、Cの場合はWRCY、Aの場合はWA、Tの場合はTWである。超変異は、error-prone修復と高忠実度修復のバランスによって実現される。この指向性のある超変異により、特定の外来抗原を認識して結合する能力の高い免疫グロブリン受容体を発現したB細胞の選択が可能となる。

## 機構

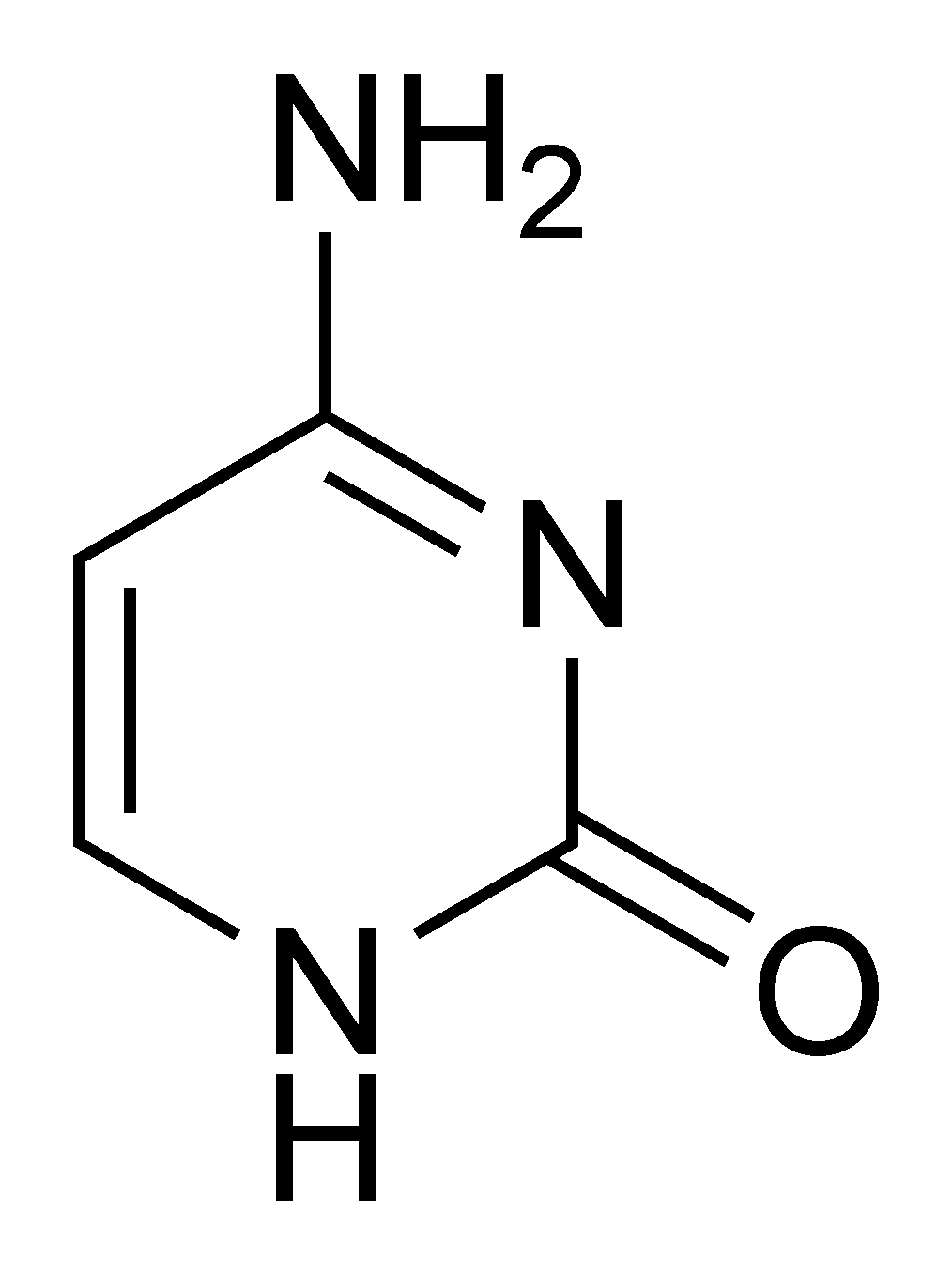
シトシン

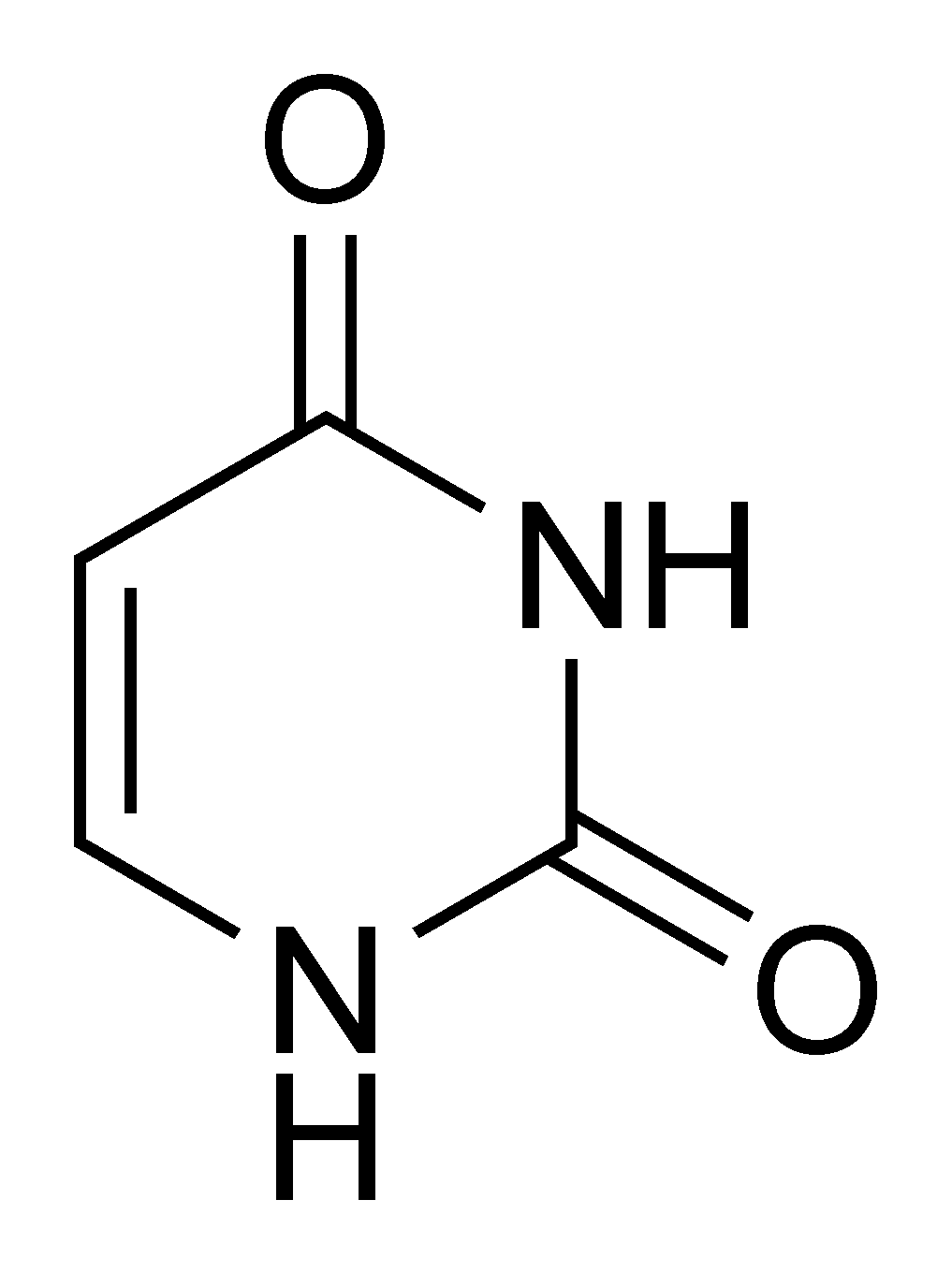
ウラシル

実験的証拠により、SHMの機構は活性化誘導シチジンデアミナーゼ(AID)と呼ばれる酵素によるDNA中のシトシンのウラシルへの脱アミノ化を伴うことが示唆されている。その結果としてシトシン：グアニンペアはウラシル：グアニンミスマッチに直接変異する。ウラシル残基は通常DNAには見られないため、ゲノムの完全性を維持するには、これらの変異を忠実度の高い塩基除去修復酵素で修復する必要があり、ウラシル-DNAグリコシラーゼ修復酵素によりウラシルは除去される。次に、error-prone DNAポリメラーゼによりギャップが埋められ、変異が導入される。
error-prone DNAポリメラーゼは、脱アミノ化されたシトシン自体または隣接塩基対の位置に頻繁に変異を生じさせる。B細胞の分裂中に、免疫グロブリン可変領域DNAは転写および翻訳され、急速に増殖するB細胞集団に変異が導入されることにより、最終的には数千のB細胞がわずかに異なる受容体を持つことになり、様々な抗原特異性を持つ受容体の中から標的抗原に最も高い親和性を持つB細胞を選択することが可能となる。そのようなB細胞が選択され、抗体を産生する形質細胞と、再感染時の免疫応答の増強に寄与する長寿命のメモリーB細胞に分化する。
超変異プロセスは、生物個体自身の細胞の'signature'に対して自己選択する細胞も利用する。この自己選択プロセスの失敗が自己免疫反応の発生につながるという仮説がある。

## モデル
SMHのメカニズムに関する分子モデルには、1987より二つの競合するモデルが存在したが、現在は解決された。

### DNA 脱アミノ化モデル
Neubergerによるこのモデルは、活性化誘導シチジンデアミナーゼ(AID)とerror-prone DNAポリメラーゼに基づいたモデルで、AIDによりC-U改変を起こし、それをerror-prone DNAポリメラーゼにより修復することにより変異を導入する。このモデルは in vivo で観察されるB細胞のSMHのA:T, G:C塩基対の変異の一部を説明できるにすぎない。またなぜストランドバイアスな変異が起こるかも説明できない。

### 逆転写酵素（RT）モデル
議論を呼んでいる競合モデルとしてRNA/RTをベースとしたメカニズムがある。このモデルはA:T, G:C塩基対の変異のうち、Aの変異がTよりも多く、またGの変異がTの変異よりも多いというストランドバイアスな変異が観察されていることを説明するために考案された。